# Александър фон Хумболт (кораб)
Платноходът „Александър фон Хумболт“ е известен барк, построен в Бремен, с родно пристанище Бремерхафен, Германия.
Построен върху корпуса на плаващия маяк (закотвен кораб, служещ за ориентир на другите кораби) „Резерве Зондербург“, построен през 1906 г. През 1980-те години излиза от служба и е превърнат в учебен платноход. През 1988 г. е наречен на немския естественик Александър фон Хумболт.
От тогава е пропътувал повече от 300 000 морски мили. Върхови моменти за него са регатите Tall ships races, където се срещат платноходци от цял свят. Срещу заплащане гостите също могат да се обучават. Едно от най-големите пътувания на този платноход е по стъпките на Александър фон Хумболт до Южна Америка и Карибите (ноември 2003 – май 2004). Това е първият голям и единственият немски платноход (инф. от февруари 2007) от 1949 г., който е заобиколил нос Хорн.
Международна известност завоюва като рекламен кораб на пивоварната „Бек“ (Beck & Co), произвеждаща марката бира „Бек“. След учебния „Горх Фок“ на германския флот е вторият по известност германски платноход. Въпреки че договорът с „Бек“ е изтекъл, корабът остава със зелените си платна.
През 2010 г. се предвижда корабът да бъде построен наново, понеже използването на стария корпус би било твърде скъпо. Все още стои открит въпросът с финансирането.